# マセル県
マセル県は、10あるレソトの県のうちの一つ。面積は4,279 km2で、人口は約500,000人である（2004年）。レソトの首都マセルがある。